# Austrosaurus
Austrosaurus („jižní ještěr“) byl rod velkého titanosaurního sauropodního dinosaura, žijícího v období spodní křídy (geologický stupeň/věk alb, asi před 110 až 105 miliony let) na území dnešní Austrálie (souvrství Winton, Queensland).

## Historie
Typový druh A. mckillopi byl objeven v roce 1932 jistým H. B. Wadem a popsán o rok později Heberem Longmanem. V letech 1999 a 2007 byly v Austrálii objeveny další kosti obřích sauropodů, které by snad mohly náležet stejnému rodu. V roce 2017 byla znovu objevena původní lokalita nálezu a přitom bylo potvrzeno, že tento sauropod náležel do skupiny Somphospondyli.

## Rozměry
Rozbor dochovaných fosilií odhalil, že Austrosaurus dosahoval výšky v ramenou kolem 3,9 metru a v kyčlích asi 4,1 metru, jeho hřbet byl tedy téměř vodorovný. Délka tohoto sauropoda se pohybovala asi kolem 15 až 20 metrů. Hmotnost dosahovala přibližně 16 metrických tun. Šlo o masivního čtyřnohého býložravce.